# Эль-Рефухио-де-Провиденсия
Эль-Рефухио-де-Провиденсия (исп. El Refugio de Providencia) — посёлок в центральной части Мексики, на территории штата Агуаскальентес. Входит в состав муниципалитета Косио.

## Географическое положение
Эль-Рефухио-де-Провиденсия расположен на севере штата, на расстоянии приблизительно 45 километров к северу от города Агуаскальентес. Через населённый пункт проходит региональная автотрасса 25. Абсолютная высота — 1951 метр над уровнем моря.

## Население
Согласно данным, полученным в ходе проведения официальной переписи 2005 года, в посёлке проживало 1191 человек (590 мужчин и 601 женщина). Насчитывалось 245 домов. По возрастному диапазону население распределилось следующим образом: 48,5 % — жители младше 18 лет, 46,4 % — между 18 и 59 годами и 5,1 % — в возрасте 60 лет и старше. Уровень грамотности среди жителей старше 15 лет составлял 96,6 %.
По данным переписи 2010 года, численность населения Эль-Рефухио-де-Провиденсии составляла 1377 человек. Динамика численности населения посёлка по годам:
| 2000 | 2005 | 2010 |
| ---- | ---- | ---- |
| 1137 | 1191 | 1377 |